# Jadwiżyn (województwo kujawsko-pomorskie)
Jadwiżyn – wieś w Polsce położona w województwie kujawsko-pomorskim, w powiecie nakielskim, w gminie Sadki.

## Podział administracyjny
W latach 1975–1998 miejscowość administracyjnie należała do województwa bydgoskiego.

## Demografia
Według Narodowego Spisu Powszechnego (III 2011 r.) liczyła 191 mieszkańców. Według spisu z 2022 roku liczyła 196 mieszkańców. Jest jedną z najmniejszych miejscowości gminy Sadki.